# رامون نونیس
رامون نونیس (اسپانیایی: Ramón Núñez‎؛ زادهٔ ۱۴ نوامبر ۱۹۸۵) یک بازیکن فوتبال اهل هندوراس است.
وی همچنین در تیم ملی فوتبال هندوراس بازی کرده‌است.